# Ram Nath Kovind
Ram Nath Kovind, född 1 oktober 1945 i Paraunkh i Kanpur Dehat i Uttar Pradesh, är en indisk politiker. Han var Indiens president från den 25 juli 2017 till den 25 juli 2022. Han representerar Bharatiya Janata Party. Han var Bihars guvernör mellan 2015 och 2017.

## Källa